# Abborrtjärnen (Ytterhogdals socken, Hälsingland, 690126-145241)
Abborrtjärnen är en sjö i Härjedalens kommun i Hälsingland och ingår i Ljusnans huvudavrinningsområde. Sjön har en area på 0,0738 kvadratkilometer och ligger 280,2 meter över havet.

## Delavrinningsområde
Abborrtjärnen ingår i det delavrinningsområde (690025-145165) som SMHI kallar för Ovan Långsån. Medelhöjden är 283 meter över havet och ytan är 4,37 kvadratkilometer. Räknas de 66 avrinningsområdena uppströms in blir den ackumulerade arean 691,6 kvadratkilometer. Hoan som avvattnar avrinningsområdet har biflödesordning 2, vilket innebär att vattnet flödar genom totalt 2 vattendrag innan det når havet efter 212 kilometer. Avrinningsområdet består mestadels av skog (87 procent). Avrinningsområdet har 0,07 kvadratkilometer vattenytor vilket ger det en sjöprocent på 1,7 procent.